# Лі Ши
Лі Ши (спрощ.: 李势; кит. трад.: 李勢; піньїнь: Lǐ Shì; помер 361) — останній імператор династії Чен періоду Шістнадцяти держав.

## Життєпис
Був сином Лі Шоу від наложниці Лі. 343 року Лі Шоу помер, а Лі Ши успадкував трон. 344 року він надав вдові батька титул «вдова-імператриця Янь», а свою дружину оголосив імператрицею Лі. Під тиском чиновників Лі Ши включив Лі Сюна й Лі Те до переліку тих, кому підносяться пожертви в імператорському храмі, й відновив спадковість із Лі Сюном, незважаючи на зміну назви країни.
345 року в зв'язку з тим, що Лі Ши не мав синів, його молодший брат Лі Гуан зажадав, щоб його оголосили спадкоємцем престолу, втім імператор відмовився. Його радники намагались переконати Лі Ши змінити своє рішення, через що імператор запідозрив їх у змові на користь Лі Гуана й наказав стратити. Лі Гуана він понизив у титулі до Ліньцюн-хоу, після чого той здійснив самогубство.
Після тих подій серед народу почались заворушення. Взимку 346 року на столицю стрімко вирушив генерал Лі І, але був убитий стрілою під час її облоги, після чого повстання згасло. Після цього імператор став ще більш підозрілим і недовірливим. Його внутрішня політика не сприймалась його підданими. Ситуація ще більш загострилась із появою племен лао, що завдавали значних клопотів місцевій владі.
Стан справ у державі Чен/Хань привабив увагу амбітного цзіньського генерала Хуань Веня. Наприкінці 346 року він надіслав до своєї столиці доповідь із клопотанням про дозвіл атакувати Чен/Хань, а потім, не чекаючи на відповідь центрального уряду, виступив у похід. Навесні 347 року Лі Ши відрядив на його перехоплення війська під командуванням Лі Фу, Лі Цюаня та Цзань Цзяня, втім Хуань Вень оминув їх і вирушив прямо на Ченду. Лі Ши зібрав решту військ і вдався до контратаки, що спочатку мала певний успіх. Хуань Вень наказав відступати, проте сигналіст, запанікувавши, замість гонгу (сигналу відступу) вдарив у барабан (сигнал атаки). Цзіньські війська пішли вперед і розбили противника, дозволивши Хуань Веню ввійти до столиці Чен. Лі Ши втік, але невдовзі надіслав скромну петицію, що сповіщала про його капітуляцію. Після цього він здався особисто, принісши з собою труну (символ готовності померти). Хуань звільнив його та відправив до столиці імперії Цзінь, де імператор Сима Дань пробачив його й надав титул Гуйї-хоу.
Таким чином держава Чен/Хань припинила своє існування. Лі Ши помер 361 року.

## Девізи правління
- Тайхе (太和) 343—346
- Цзянін (嘉寧) 346—347